# المقاومة البلجيكية

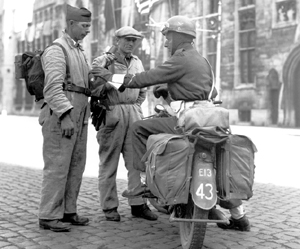
أعضاء المقاومة البلجيكية مع جندي كندي في بروج، سبتمبر 1944

المقاومة البلجيكية ( (بالفرنسية: Résistance belge)‏، (بالهولندية: Belgisch verzet)‏ يشير إلى حركات المقاومة المعارضة للاحتلال الألماني لبلجيكا خلال الحرب العالمية الثانية. داخل بلجيكا، كانت المقاومة مجزأة بين العديد من المنظمات المنفصلة، مقسمة حسب المنطقة والموقف السياسي. شملت المقاومة رجالًا ونساء من كل من والونيا وفلاندر في البلاد. بصرف النظر عن تخريب البنية التحتية العسكرية في البلاد واغتيالات المتعاونين، نشرت هذه المجموعات أيضًا أعدادًا كبيرة من الصحف السرية، وجمعت المعلومات الاستخباراتية وحافظت على شبكات هروب مختلفة ساعدت طيارو الحلفاء المحاصرين خلف خطوط العدو على الهروب من أوروبا التي تحتلها ألمانيا.
خلال الحرب، تشير التقديرات إلى أن ما يقرب من خمسة في المئة من السكان الوطنيين شاركوا في شكل من أشكال نشاط المقاومة،  حين أن بعض التقديرات قدرت عدد أفراد المقاومة الذين قتلوا بأكثر من 19000؛ ما يقرب من 25 في المئة من أعضائها «النشطين».

## خلفية
غزت القوات الألمانية بلجيكا، التي كانت تتبع سياسة الحياد، في 10 مايو 1940. بعد 18 يومًا من القتال، استسلمت بلجيكا في 28 مايو وتم وضعها تحت الاحتلال الألماني. خلال القتا ، خدم ما بين 600000  و 650.000  من البلجيكيين (ما يقرب من 20 في المئة من الذكور في البلاد)  في الجيش. كان الكثير منهم أسرى حرب واحتُجزوا في معسكرات في ألمانيا، رغم إطلاق سراح بعضهم قبل نهاية الحرب. كما استسلم ليوبولد الثالث، الملك والقائد الأعلى للجيش، للألمان في 28 مايو مع جيشه واحتجزه الألمان أيضًا. في 18 يونيو فرت الحكومة البلجيكية ووصلت إلى بوردو بفرنسا أولاً بعد فرار الحكومة الفرنسية إلى المنطقة قبل ثلاثة أيام. في نفس اليوم، أرسلت الحكومة البلجيكية برقية إلى الملك البلجيكي المسجون، تفيد باستقالتها للملك.  توجه مارسيل هنري جاسبار، وزير الصحة البلجيكي، إلى لندن في 21 يونيو دون إذن من الحكومة.  ألقى في وقت لاحق خطابًا في إذاعة بي بي سي في 23 يونيو / حزيران ذكر فيه أنه سيواصل القتال ضد الألمان. بعد ثلاثة أيام قامت الحكومة البلجيكية بتجريد لقبه الوزاري كرد فعل على الخطاب.  

## الاستجابة الألمانية

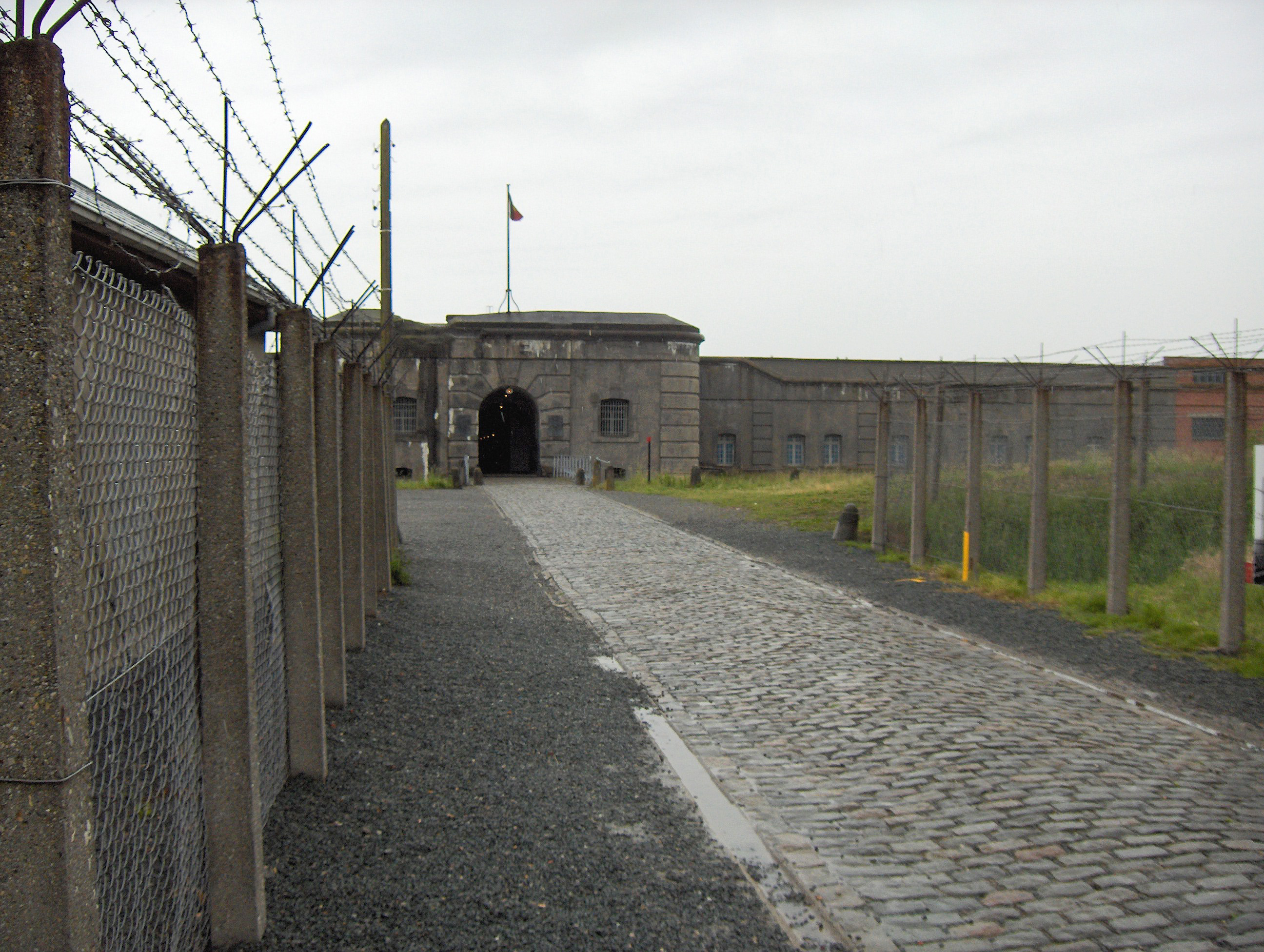
مدخل حصن بريندونك حيث تم احتجاز العديد من أفراد المقاومة

كانت Geheime Staatspolizei («شرطة الدولة السرية»)، والمعروف باسم غيستابو، مسؤولاً عن استهداف جماعات المقاومة في بلجيكا. يمكن أن يتوقع مقاتلو المقاومة الذين تم أسرهم استجوابهم وتعذيبهم وإعدامهم دون محاكمة أو إرسالهم إلى معسكر اعتقال. كانت غيستابو فعالة في استخدام المخبرين داخل المجموعات لخيانة شبكة المقاومة المحلية بأكملها وفي فحص منشورات المقاومة بحثًا عن أدلة حول مكان تواجدها. ألقي القبض على 2000 عضو من أعضاء المقاومة المتورطين في الصحافة السرية وحدها خلال الحرب. في المجموع، تم أسر 30000 عضو من المقاومة خلال الحرب، منهم 16000 أُعدموا أو ماتوا في الأسر.
استولى الألمان على الجيش البلجيكي السابق فورت بريندونك، بالقرب من ميكلين، والذي كان يستخدم لتعذيب واستجواب السجناء السياسيين وأعضاء المقاومة. مر حوالي 3500 سجين عبر المعسكر في بريندونك حيث ظلوا في ظروف مهينة للغاية. قُتل حوالي 300 شخص في المخيم نفسه، منهم 98 على الأقل يموتون من الحرمان أو التعذيب.
قرب نهاية الحرب، بدأت ميليشيات الأحزاب السياسية المتعاونة المشاركة بنشاط في الأعمال الانتقامية للهجمات أو الاغتيالات التي تقوم بها المقاومة. وشمل ذلك كلا من الاغتيالات الانتقامية لشخصيات بارزة يشتبه في تورطها في المقاومة أو تعاطفها  (بما في ذلك ألكساندر غالوبين، رئيس سوسيتيه جنرال، الذي اغتيل في فبراير 1944) أو القيام بمذابح انتقامية ضد المدنيين. وكان من بين هذه الأحداث مذبحة كورسيليس، وهي انتقام قامت به القوات شبه العسكرية ريكسيست لاغتيال بورغوماستر، قتل فيه 20 مدنياً. كما وقعت مذبحة مماثلة في مانسيل - كيزيجم، حيث قتل 67.